# 東溪鄭氏家廟
24°27′46″N 118°27′09″E / 24.462785°N 118.452455°E
東溪鄭氏家廟，位於中華民國福建省金門縣金沙鎮，是金門東溪鄭氏的家廟，該家族即是新竹北門鄭氏的源頭，東溪鄭氏部分族人遷居臺灣之後日漸發達，而後鄭用錫不忘故里，倡建此座家廟。
該建築於1999年6月16日公告為縣定古蹟。

## 沿革
金門東溪鄭氏祖籍福建漳州府漳浦縣，其始祖鄭懷仁於明末清初時與妻子陳進娘攜帶母親何氏的神主牌遷居金門李洋鄉，之後在第三代時開始有族人遷居臺灣，為新竹北門鄭氏之祖。由於東溪鄭氏在原鄉生活困難，遷臺之族人發展順遂，故最後僅有四房鄭崇聰次子鄭文玉派下一支留住金門。
嘉慶、道光年間，鄭用錫等十四位第五代堂兄弟成立「祭祀公業鄭振祖公」（今改稱「祭祀公業鄭振祖」），共分八股，之後由鄭用錫與弟文順、堂弟鄭用鑑共同發起祭祀公業出資，經奏請朝廷後於金門李洋鄉建造鄭氏家廟。該家廟據《浯江鄭氏家乘》記載，建於1830年，但目前家廟中有年代記載之古物，最早者為1848年的石香爐。
1930年代，該家廟曾作為私塾使用，即使在日本攻佔金門期間仍舊運作；二次大戰結束後，地方人士曾募款聘老師於此成立內洋學校，但學生不多。到了1949年，中華民國政府撤至臺灣後，金門亦有大量國軍部隊進駐，並使用大量的民宅、寺廟、家廟，鄭氏家廟在此時期遭軍隊毀損，例如在正殿後牆挖開兩個大窗、門匾與門板被取走、石旗竿被拿去建築工事等。而在八二三砲戰後，駐守在此的軍隊遷到附近山地，家廟改當作水泥堆放處。又八二三砲戰時，東溪鄭氏的鄭建陵曾與家人遷臺依附新竹鄭氏宗親，新竹鄭氏族人曾欲提供他一塊山坡地與牛隻耕具，後因鄭建陵返回金門作罷。
之後家廟曾於1980年代進行過整修，公告為古蹟之後，於2007年10月斥資918萬餘元進行整修，2009年8月21日整修完成。

## 建築
東溪鄭氏家廟是一座三間二進四合院式建築，座西北朝東南，由前山門、左右翼廊與正殿組成。山門為塌壽式，屋頂為三川脊；左右翼廊為捲棚頂。鄭殿中央靠後牆為祖宗龕，左右側分別供奉文昌帝君與土地公，為金門宗祠常見擺設方式，但鄭氏家廟不同的是另有一尊關帝爺與文昌帝君合祀。該尊關公神像為1950年代駐軍不知從哪裡拿來的，原供奉於長案桌上，後來才由鄭氏族人與文昌帝君放於同一神龕內合祀。

## 祭祀活動
東溪鄭氏家廟除於清明與冬至舉行春、秋二祭外，尙於農曆二月十一日（二世祖鄭待老（世輝）公、二世祖陳氏金娘忌日）、三月廿四日（二世祖繼妣黃氏安娘忌日）、五月十五日（始祖妣陳氏忌日）、十月廿一日（太始祖妣何氏忌日）、十一月初三日（始祖鄭懷仁忌日）祭祖。過去祭祖採用三獻禮，但日軍進佔金門時期因人丁不多，祭禮從簡，由各家自行準備祭品於祭祖日挑至家廟祭拜。

## 東溪鄭氏成員
依《浯江鄭氏家乘》記載，家族的字行依序是「光、國、崇、文、德、安、邦、建、武、功、紹、先、雄、繼、志、勳、業、際、昌、隆」；下附東溪鄭氏前面幾代的家族成員：
- 太始祖妣何氏
  - 始祖鄭懷仁（1624年1月31日－1680年12月23日）[註 6]
  - 二世祖鄭世輝（1676年－1758年3月19日）[註 7]
  - 三世
    - 長房鄭國周
      - 鄭崇華
      - 鄭崇大（過繼三房）
      - 鄭崇岳
      - 鄭崇有（無傳）

    - 二房鄭國漢
      - 鄭崇佛（早夭）
      - 鄭崇廣

    - 三房鄭國晉
    - 四房鄭國唐
      - 鄭崇聰
      - 鄭崇志
      - 鄭崇吉
      - 鄭崇和

    - 五房鄭國慶
      - 鄭崇封
      - 鄭崇科
      - 鄭崇榜